# PGC 422589
LEDA/PGC 422589 ist eine Spiralgalaxie im Sternbild Dorado am Südsternhimmel. Sie ist schätzungsweise 933 Millionen Lichtjahre von der Milchstraße entfernt. 
Die oben im Foto zu erkennenden Galaxien: NGC 1515, PGC 14388, PGC 423162 und PGC 423300.  